# Antonio Lazcano

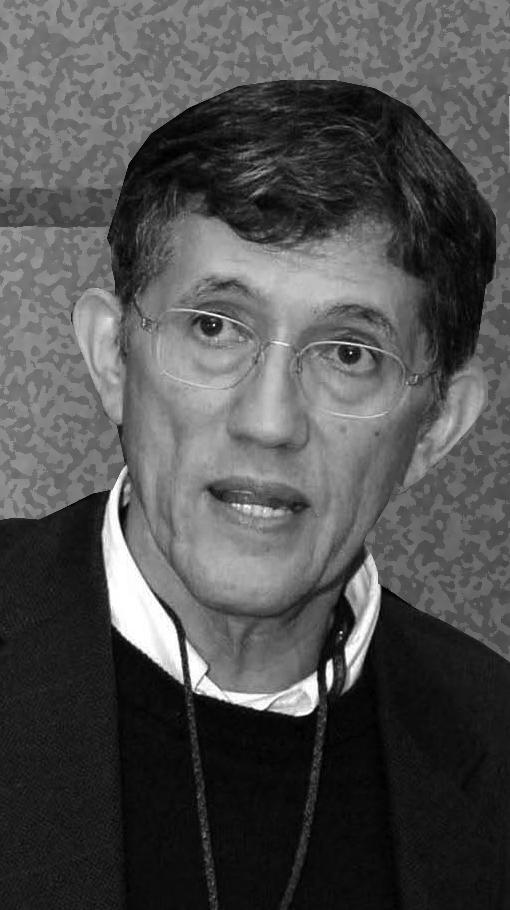
Antonio Lazcano

Antonio Lazcano (* 1950 in Tijuana) ist ein mexikanischer Biologe und Professor an der Universidad Nacional Autónoma de México.

## Leben
Lazcano befasste sich ausführlich mit den frühen Phasen der Evolution. Er ist Präsident der International Society for the Study of the Origin of Life.

## Publikationen
- Lazcano, Antonio/Miller, Stanley L.: The Origin and Early Evolution of Life: Prebiotic Chemistry, the Pre-RNA World, and Time. In: Cell. 85 (1996), S. 793–798.
- Antonio Lazcano, Juli Peretó: On the origin of mitosing cells: A historical appraisal of Lynn Margulis endosymbiotic theory. In: Journal of Theoretical Biology. Band 434, Dezember 2017, S. 80–87.